# ميشال فارتين
ميشال فارتين مواليد 17 يناير 1957 في بلجيكا، هو دراج بلجيكي سابق. سبق أن شارك في دورة الألعاب الأولمبية الصيفية وفاز بميدالية أولمبية.

## الميداليات
| الميدالية | المسابقة                       |
| --------- | ------------------------------ |
| فضية      | الألعاب الأولمبية الصيفية 1976 |

## روابط خارجية
- ميشال فارتين على موقع أرشيف الدراجات (الإنجليزية)
- ميشال فارتين على موقع إحصائيات الدراجات الإحترافية (الإنجليزية)
- ميشال فارتين على موقع CycleBase (الإنجليزية)
- ميشال فارتين على موقع أوليمبيديا (الإنجليزية)